# Asuridoides osthelderi
Asuridoides osthelderi là một loài bướm đêm thuộc phân họ Arctiinae, họ Erebidae.